# Latto
Алиса Мишел Стивенс (енгл. Alyssa Michelle Stephens; Коламбус, 22. децембар 1998), позната као Latto или Big Latto (раније Mulatto), америчка је реперка и певачица.

## Биографија
Рођена је 22. децембра 1998. године у Коламбусу. Средњу школу је завршила у Хемптону. Мајка јој је белкиња, а биолошки отац Афроамериканац. Изјавила је да су је малтретирали у школи због светле пути што ју је инспирисало да касније усвоји уметничко име Miss Mulatto када је започела своју реп-каријеру, по расној класификацији „мулати”. Са десет година, одлучила је да постане репера и почела да пише сопствене реп-песме. Пре музичке каријере, учествовала је у дрег-рејсингу.

## Дискографија
- (2020)
- 777  (2022)